# Explanandum y explanans
Un explanandum (término latino) es una descripción de un fenómeno que se desea explicar, y los explanans son las explicaciones a susodicho acontecimiento. Por ejemplo, una persona puede plantear un explanandum preguntando «¿Por qué hay humo?», y otra puede proporcionar un explanan respondiendo «Porque hay un incendio». En este ejemplo, «humo» es explanandum y «fuego» es explanans.
Carl Gustav Hempel y Paul Oppenheim (1948), en su modelo deductivo-nomológico de explicación científica, motivaron la distinción entre explanans y explanandum para responder preguntas «por qué», en lugar de simplemente preguntas de «qué»:

«Puede decirse... que una explicación no es del todo adecuada a menos que sus explanans, si se tienen en cuenta a tiempo, pudieran haber servido como base para predecir el fenómeno bajo consideración... Es esta capacidad predictiva potencial la que da a la explicación científica su importancia: sólo en la medida en que seamos capaces de explicar hechos empíricos podremos alcanzar el principal objetivo de la investigación científica, no simplemente registrar los fenómenos de nuestra experiencia, sino aprender de ellos, basando en ellos generalizaciones teóricas, que nos permiten anticiparnos a nuevos sucesos y controlar, al menos en cierta medida, los cambios en nuestro entorno».
Hempel & Oppenheim, 1948(p.138)